# Grand Prix-wegrace van Joegoslavië 1972
De Grand Prix-wegrace van Joegoslavië 1972 was de zesde race van het wereldkampioenschap wegrace in het seizoen 1972. De race werd verreden op 18 juni 1972 op het stratencircuit Opatija, in Joegoslavië langs de kust van de Kvarnergolf tussen Opatija en Rijeka. 

## Algemeen
De Grand Prix van Joegoslavië was de voortzetting van de Grand Prix van de Adriatische Zee, die in het seizoen 1969 haar WK-status had gekregen. Die Grand Prix was twee jaar georganiseerd, maar na een wisseling van de organisatie in 1971 en "bureaucratische problemen" was ze in dat jaar niet georganiseerd. In 1972 kwam de Grand Prix weer op de kalender, onder haar nieuwe naam. 

## 500 cc
Nadat hij in de 350cc-klasse was uitgevallen, overkwam Giacomo Agostini (MV Agusta) in de 500cc-race hetzelfde. Zijn teamgenoot Alberto Pagani won de race vóór Chas Mortimer (Yamaha) en Paul Eickelberg (König).

### Uitslag 500 cc
| Pos | Coureur              | Merk        | Tijd         | Punten |
| --- | -------------------- | ----------- | ------------ | ------ |
| 1   | Alberto Pagani       | MV Agusta   | 1h 14' 21" 6 | 15     |
| 2   | Chas Mortimer        | Yamaha      | +1' 42" 6    | 12     |
| 3   | Paul Eickelberg      | König       | +1' 49" 7    | 10     |
| 4   | Guido Mandracci      | Suzuki      | +1 ronde     | 8      |
| 5   | Bo Granath           | Husqvarna   | +1 ronde     | 6      |
| 6   | Charlie Dobson       | Kawasaki    | +1 ronde     | 5      |
| 7   | Gianpiero Zubani     | Kawasaki    | +1 ronde     | 4      |
| 8   | Sergio Baroncini     | Ducati      | +1 ronde     | 3      |
| 9   | Jerry Lancaster      | Yamaha      | +1 ronde     | 2      |
| 10  | Roberto Gallina      | Paton       | +1 ronde     | 1      |
| 11  | Terry Dennehy        | Honda       |              |        |
| 12  | Gustavo Cerdeña      | Suzuki      |              |        |
| 13  | Jean Campiche        | Linto       |              |        |
| DNF | Sven-Olof Gunnarsson | Kawasaki    |              |        |
| DNF | Jack Findlay         | JADA-Suzuki |              |        |
| DNF | Bruno Kneubühler     | Yamaha      |              |        |
| DNF | Maurice Hawthorne    | Kawasaki    |              |        |
| DNF | Billie Nelson        | Yamaha      |              |        |
| DNF | Kai Kuparinen        | Suzuki      |              |        |
| DNF | Rob Bron             | Suzuki      |              |        |
| DNF | Giacomo Agostini     | MV Agusta   |              |        |
| DNF | Eric Offenstadt      | Kawasaki    |              |        |
| DNF | Keith Turner         | Suzuki      |              |        |

## 350 cc
In 1971 had de 350cc-MV Agusta Giacomo Agostini al enkele malen in de steek gelaten, en ook in de GP van Joegoslavië van 1972 viel hij uit. Phil Read (inderhaast aangetrokken nadat Jarno Saarinen met zijn Yamaha YZ 634 twee races gewonnen had) reed de race uit, maar kon geen vuist maken tegen de Yamaha TR 3 van de Hongaar János Drapál. Dieter Braun werd tweede en Read slechts derde. 

### Uitslag 350 cc
| Pos | Coureur           | Merk      | Tijd         | Punten |
| --- | ----------------- | --------- | ------------ | ------ |
| 1   | János Drapál      | Yamaha    | 1h 08' 12" 7 | 15     |
| 2   | Dieter Braun      | Yamaha    | +14"         | 12     |
| 3   | Phil Read         | MV Agusta | +1' 40" 7    | 10     |
| 4   | Hideo Kanaya      | Yamaha    | +2' 29" 9    | 8      |
| 5   | Bruno Kneubühler  | Yamaha    |              | 6      |
| 6   | Matti Salonen     | Yamaha    |              | 5      |
| 7   | František Srna    | Jawa      |              | 4      |
| 8   | Billie Nelson     | Yamaha    |              | 3      |
| 9   | Maurice Hawthorne | Yamaha    |              | 2      |
| 10  | Jean Campiche     | Yamaha    |              | 1      |
| DNF | Giacomo Agostini  | MV Agusta |              |        |

## 250 cc
In de 250cc-klasse won Renzo Pasolini (Aermacchi) met een halve minuut voorsprong op Rodney Gould (Yamaha). Kent Andersson (Yamaha) werd derde. 

### Uitslag 250 cc
| Pos | Coureur         | Merk      | Tijd         | Punten |
| --- | --------------- | --------- | ------------ | ------ |
| 1   | Renzo Pasolini  | Aermacchi | 1h 02' 11" 4 | 15     |
| 2   | Rodney Gould    | Yamaha    | +27" 2       | 12     |
| 3   | Kent Andersson  | Yamaha    | +27" 5       | 10     |
| 4   | John Dodds      | Yamaha    |              | 8      |
| 5   | János Drapál    | Yamaha    |              | 6      |
| 6   | Günter Fischer  | Yamaha    |              | 5      |
| 7   | Marcel Ankoné   | Yamsel    |              | 4      |
| 8   | Jerry Lancaster | Yamsel    |              | 3      |
| 9   | Giovanni Proni  | Yamaha    |              | 2      |
| 10  | Géza Repitz     | MZ        |              | 1      |
| DNF | Jarno Saarinen  | Yamaha    |              |        |

## 125 cc
Nadat hij in de 50cc-race in Joegoslavië tweede was geworden, waarna zijn Derbi er onmiddellijk mee ophield, had Ángel Nieto in de 125cc-race minder geluk. Hij viel in de twaalfde ronde uit. Kent Andersson (Yamaha YZ 623 C) won de race en de Yamaha AS-3 van Chas Mortimer ging vlak voor de finish kapot, maar hij duwde hem over de streep naar de tweede plaats. Harold Bartol, die aan het begin van het seizoen de Suzuki RT 67 van Dieter Braun had gekocht, werd derde. 

### Uitslag 125 cc
| Pos | Coureur            | Merk   | Tijd      | Punten |
| --- | ------------------ | ------ | --------- | ------ |
| 1   | Kent Andersson     | Yamaha | 53' 39" 8 | 15     |
| 2   | Chas Mortimer      | Yamaha | +42" 6    | 12     |
| 3   | Harald Bartol      | Suzuki | +54" 9    | 10     |
| 4   | Eugenio Lazzarini  | Maico  | +1' 09" 3 | 8      |
| 5   | Bernd Köhler       | MZ     | +1' 09" 5 | 6      |
| 6   | Matti Salonen      | Yamaha |           | 5      |
| 7   | Ryszard Mankiewicz | MZ     |           | 4      |
| 8   | Rolf Minhoff       | Maico  |           | 3      |
| 9   | Béla Godany        | MZ     |           | 2      |
| 10  | Børge Nielsen      | Maico  |           | 1      |
| DNF | Ángel Nieto        | Derbi  |           |        |

## 50 cc
In de 50cc-race had Ángel Nieto problemen met een slecht lopende motor en moest zelfs een pitstop maken. Dat was gunstig voor Jan de Vries (Van Veen-Kreidler), die een flinke voorsprong opbouwde, maar in de laatste ronde uitviel door een gebroken zuiger. Zijn teamgenoot Jan Bruins profiteerde daarvan en won de race, maar Nieto wist alsnog de tweede plaats te pakken, maar op de streep ging ook zijn Derbi stuk. Otello Buscherini werd met een Malanca derde. Dat Jan de Vries zijn snelste motor in Joegoslavië opblies kostte hem waarschijnlijk de wereldtitel, want zijn team had geen tijd om die tussen de wedstrijden te repareren. Door de krap bemeten kalender moest hij een week later weer in de TT van Assen starten. 

### Uitslag 50 cc
| Pos | Coureur             | Merk              | Tijd      | Punten |
| --- | ------------------- | ----------------- | --------- | ------ |
| 1   | Jan Bruins          | Van Veen-Kreidler | 44' 28" 8 | 15     |
| 2   | Ángel Nieto         | Derbi             | +25" 2    | 12     |
| 3   | Otello Buscherini   | Malanca           | +30" 9    | 10     |
| 4   | Kurt-Ivan Carlsson  | Monark            | +52"      | 8      |
| 5   | Adrijan Bernetič    | Tomos             | +1' 23" 3 | 6      |
| 6   | Boja Mikloš         | Tomos             |           | 5      |
| 7   | Jérôme van Haeltert | Kreidler          |           | 4      |
| 8   | Albert Bertholet    | Kreidler          |           | 3      |
| 9   | Petar Seljak        | Tomos             |           | 2      |
| 10  | Hans Kroismayr      | Kreidler          |           | 1      |
| DNF | Jan de Vries        | Van Veen-Kreidler | zuiger    |        |

1972 · 1973 · 1974 · 1975 · 1976 · 1977 · 1978 · 1979 · 1980 · 1981 · 1982 · 1983 · 1984 · 1985 · 1986 · 1987 · 1988 · 1989 · 1990